# Géranium laineux
Geranium lanuginosum
Espèce
Classification phylogénétique
Le Géranium laineux (Geranium lanuginosum) est une espèce de plante de la famille des Géraniacées.
Synonyme
- Geranium bohemicum subsp lanuginosum (Lam.)

Il fait partie des espèces protégées en région Provence-Alpes-Côte d'Azur en France.

## Description
C'est une plante herbacée, velue-glanduleuse, de 10 à 30 cm de haut, à feuilles polygonales pluripartites, et fleurs bleu lilas.

## Caractéristiques

### Organes reproducteurs
- Couleur dominante des fleurs : bleu lilas
- Période de floraison : mai-septembre
- Inflorescence : racème de cymes unipares hélicoïdes
- Sexualité : hermaphrodite
- Pollinisation : entomogame, autogame
- Fruit : capsules.
- Dissémination : épizoochore

### Habitat et répartition
Le Géranium laineux est présent sur le pourtour méditerranéen : Tunisie, Algérie, Grèce, Italie, Sicile, Sardaigne et Corse ainsi que dans les départements du Var et des Alpes-Maritimes.
Il affectionne les bois et les coteaux sur les parties à tonte annuelle.